# Адам хочет быть человеком (фильм)
«Адам хочет быть человеком» (лит. Adomas nori būti žmogumi) — советский художественный фильм 1959 года, снятый на Литовской киностудии режиссёром Витаутасом Жалакявичюсом.
Экранизация романа Витаутаса Сириос-Гиры «Буэнос-Айрес».
Премьера фильма состоялась в июле 1959 г. (Вильнюс) и 6 марта 1960 г. (Москва).

## Сюжет
В довоенном литовском городке, населенном безработными и разного рода преступниками, живет Адам, наивный молодой безработный человек с множеством мечтаний. Его самый близкий друг — Капитан старой баржи, морской волк, который может рассказать множество историй о Сингапуре, Гавайях и других не менее экзотических и солнечных местах. Вдохновленный его рассказами, Адаму удается устроиться на работу в эмиграционное бюро и он начинает копить на билет для выезда за границу в Буэнос-Айрес, где по рассказам Капитана, все люди счастливы, и у всех есть работа. В это время неожиданно в жизнь Адама входит Люце. Теперь они вместе мечтают уехать из Литвы. Тётка Люце решает выдать девушку замуж за богатого американца, компаньона Даусы. Люце убегает из дому и прячется на барже капитана. Люце разыскивает полиция. Адам понимает, что остаётся один выход – уехать. Но Люце без паспорта никто не продаст билета. Дауса обещал помочь молодым людям. Но на следующий день все газеты сообщили, что он бежал за границу, прихватив казённые деньги и несовершеннолетнюю любовницу. Подавленный случившимся, Адам возвращается на баржу. Но здесь его ждёт новый удар: баржа затонула вместе с капитаном. Адам остаётся один…

## В ролях
- Виталиюс Пуоджюкайтис — Адам (дублировал Олег Голубицкий)
- Аудроне Баярчюте — Люце (дублировала Серафима Холина)
- Стасис Петронайтис — Пятрас (дублировал Владимир Гуляев)
- Юозас Мильтинис — Капитан (дублировал Станислав Чекан)
- Вацловас Бледис — «Американец» (дублировал Феликс Яворский)
- Донатас Банионис — Дауса (дублировал Николай Граббе)
- Дана Руткуте — блондинка (дублировала Галина Фролова)
- Янина Рудзинскайте — тётя Люце (дублировала Светлана Коновалова)
- Бронюс Бабкаускас — «Тип», коммерческий агент (дублировал Алексей Алексеев)
- Альгимантас Масюлис — кельнер (дублировал Геннадий Юдин)
- Валерионас Деркинтис — отец Пятраса (дублировал Пётр Савин)
- Вацловас Мурашка — крестьянин
- Влада Микштайте-Мажулене — певица
- Альгимантас Кундялис — эпизод
- Ромуальдас Тумпа — полицейский
- Альгимантас Вощикас — эпизод
- Виктория Вадополайте — секретарша
- Казимирас Виткус — работник агентуры
- Эугения Шулгайте — эпизод (нет в титрах)

## Награды
- 1959  – Премия «Большой янтарь» 1-го Балтийского и Белорусского кинофестиваля в Вильнюсе;
- 1960 – Вторая премия III Всесоюзного кинофестиваля в Минске – оператору А. Моцкису, вторая премия – художнику А. Ничису;
- 1962 – Государственная премия Литовской ССР В. Жалакявичюсу и А. Моцкису за фильмы «Адам хочет быть человеком» и «Живые герои».